# Selva morale e spirituale

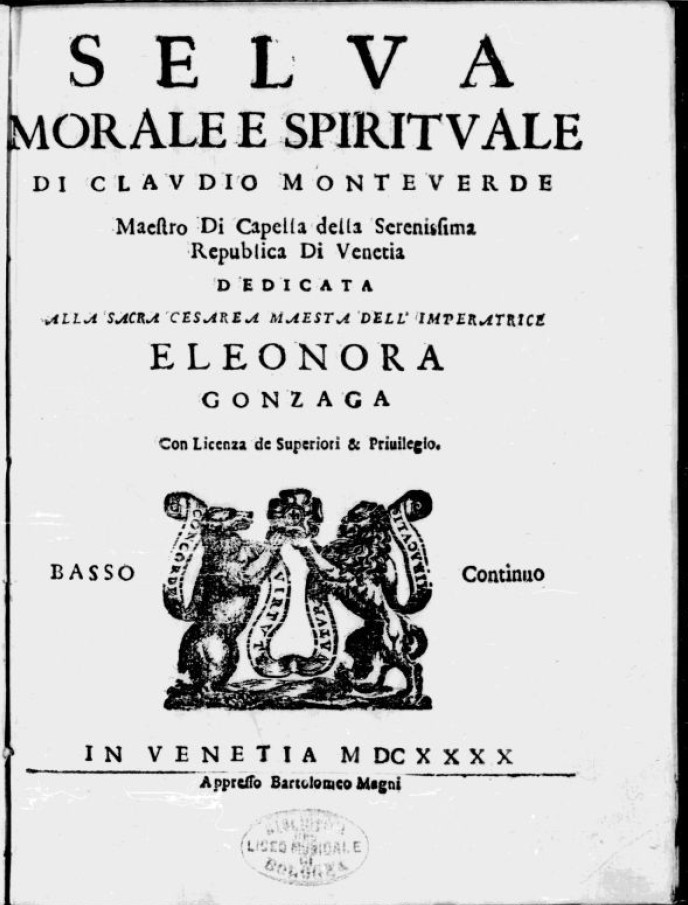
Сборник 'Selva morale' (1640–1641) Клаудио Монтеверди. Титульная страница партии basso continuo

Selva morale e spirituale (с итал. — «Нравоучительный и духовный лес») — сборник духовной вокальной музыки Клаудио Монтеверди (по каталогу SV 252–288), опубликованный в Венеции в 1641 году (последняя прижизненная публикация Монтеверди). Помимо поголосников в публикацию вошли отдельные книги для первой скрипки, второй скрипки и basso continuo.
Сборник содержит разные по жанру сочинения в стилистике первой и второй практики: четырёхголосную мессу, части ординария — Gloria и Credo (Crucifixus, Et resurrexit, Et iterum), мотеты на литургические тексты оффиция (псалмы, гимны, магнификаты, антифон Salve Regina и другие), 3 духовных мадригала и 2 «нравоучительные» канцонетты. В конце сборника опубликованы 3 одноголосных мотета, в том числе Плач Мадонны (контрафактура светского Плача Ариадны). 

## Содержание сборника
Примечание. Все пьесы написаны для голосов (с инструментами или без них) в сопровождении basso continuo. Авторская ремарка da capella в поголосниках означает отсутствие выписанных инструментальных партий, а не хоровое исполнение без сопровождения (ср. a cappella). Авторская ремарка concertato указывает на наличие выписанных инструментальных партий (не считая basso continuo).
- O ciechi il tanto affaticar, SV 252 (духовный мадригал для 5 голосов и 2 скрипок; стихи Франческо Петрарки)
- Voi ch'ascoltate, SV 253 (духовный мадригал для 5 голосов и 2 скрипок, стихи Ф. Петрарки)
- E questa vita un lampo, SV 254 (духовный мадригал для 5 голосов; стихи Анджело Грилло)
- Spuntava il di quando, SV 255 («нравоучительная» канцонетта для 3 голосов)[3]
- Chi vol che m'innamori, SV 256 («нравоучительная» канцонетта для 3 голосов и 2 скрипок)
- Messa in F, SV 257 (для 4 голосов da capella)
- Gloria, SV 258 (для 7 голосов concertato)
- Crucifixus, SV 259 (для 4 голосов concertato)
- Et resurrexit, SV 260 (для 2 сопрано или 2 теноров с двумя скрипками)
- Et iterum venturus est, SV 261 (для 3 голосов concertato)
- Ab aeterno ordinata sum, SV 262 (мотет для баса соло)
- Dixit Dominus, SV 263 (версия первая, для 8 голосов с 2 скрипками, 4 виолами или тромбонами)
- Dixit Dominus, SV 264 (версия вторая, для 8 голосов с теми же инструментами)
- Confitebor tibi Domine, SV 265 (версия первая, для 3 голосов)
- Confitebor tibi Domine, SV 266 (версия вторая, для 3 голосов и 2 скрипок)
- Confitebor tibi Domine alla francese[4], SV 267 (версия третья для 5 голосов, либо для солирующего сопрано и 4 инструментов)
- Beatus vir, SV 268 (версия первая, для 6 голосов и инструментов — 2 скрипок, 3 виол да браччо или 3 тромбонов)
- Beatus vir, SV 269 (версия вторая, для 5 голосов с возможной дублировкой инструментами)
- Laudate pueri Dominum, SV 270 (версия первая, для 5 голосов и двух скрипок)
- Laudate pueri Dominum, SV 271 (версия вторая, для 5 голосов)
- Laudate Dominum omnes gentes, SV 272  (версия первая, для 5 голосов и двух скрипок)
- Laudate Dominum omnes gentes, SV 273 (версия вторая, для 8 голосов и двух скрипок)
- Laudate Dominum omnes gentes, SV 274 (версия третья, для 8 голосов)
- Credidi propter quod locutus sum IV тона, SV 275 (для 8 голосов da capella)
- Memento Domine David, SV 276 (для 8 голосов da capella)
- Sanctorum meritis, SV 277 (версия первая, гимн для голоса соло и 2 скрипок)
- Sanctorum meritis, SV 278 (версия вторая, гимн для голоса соло и 2 скрипок)
- Iste confessor, SV 279 (гимн для сопрано и 2 скрипок)
- Ut queant laxis, SV 279a (гимн для двух сопрано; под музыку SV 279 подложены три текстовые строфы гимна Ut queant laxis)
- Deus tuorum militum, SV 280 (гимн для 3 голосов с двумя скрипками)
- Magnificat, SV 281 (версия первая, для 8 голосов и 6 инструментов, concertato)
- Magnificat I тона, SV 282  (версия вторая, для 4 голосов da capella)
- Salve regina, SV 283 (для голоса соло в манере эхо и 2 скрипок)[5]
- Salve regina, SV 284 (для 2 теноров или 2 сопрано)
- Salve regina, SV 285 (для 3 голосов: альта, баса, тенора или сопрано)
- Iubilet tota civitas, SV 286 (для голоса соло, в манере диалога[6])
- Laudate Dominum in sanctis eius, SV 287 (для сопрано или тенора соло)
- Pianto della Madonna / Плач Мадонны, SV 288 (для голоса соло, на музыку Lamento del'Arianna, SV 22)

## Избранная дискография
- Монтеверди. Selva morale e spirituale (целиком) (Cantus Cölln / Concerto Palatino, 2000)